# مقاطعة غري
مقاطعة غري (بالإنجليزية: Grey District) هي منطقة إدارية تقع ضمن منطقة الساحل الغربي في نيوزيلندا. تضم المقاطعة بلدة غرايموث وعددًا من البلدات والمستوطنات المجاورة مثل رونانغا، بلاكبول، كوبدن، إضافة إلى تجمعات سكانية أخرى على طول نهر غري.

## الجغرافيا
تبلغ مساحة مقاطعة غري نحو 3,474.31 كيلومترًا مربعًا، وتتنوع تضاريسها بين السواحل الجبلية والوديان النهرية. ويُعد نهر غري شريانًا جغرافيًا واقتصاديًا مهمًا في المنطقة، حيث تمر العديد من المستوطنات على ضفتيه.

## المركز الإداري
يقع مقر مجلس مقاطعة غري، الهيئة المحلية المسؤولة عن إدارة المنطقة، في بلدة غرايموث، التي تُعد أكبر مركز سكاني في المقاطعة، إذ يسكن فيها حوالي 59٪ من إجمالي سكان المقاطعة.

## التجمعات السكانية ضمن المقاطعة
- غرايموث - أكبر مدينة ومركز إداري
- رونانغا
- بلاكبول
- كوبدن
- مستوطنات أخرى صغيرة على ضفاف نهر غري

## وصلات خارجية
- الموقع الرسمي لمجلس مقاطعة غري
- إحصاءات التعداد السكاني لمقاطعة غري – 2018